# Дембіна (Пйотрковський повіт)
Дембіна (пол. Dębina) — село в Польщі, у гміні Вольбуж Пйотрковського повіту Лодзинського воєводства.